# Paul Silverberg

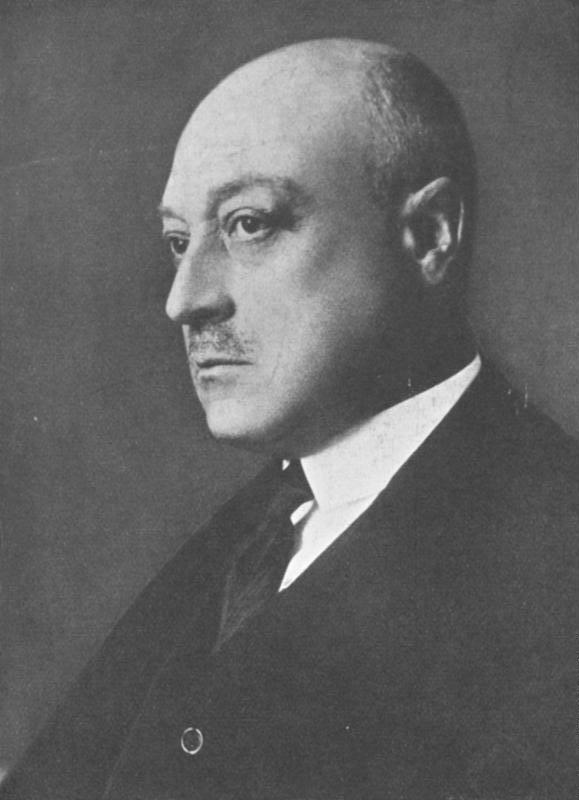
Paul Silverberg, 1930

Paul Silverberg (* 6. Mai 1876 in Bedburg; † 5. Oktober 1959 in Lugano) war ein deutscher Großindustrieller und Wirtschaftsführer.

## Leben
Er war zunächst seit 1898 als Jurist im Justizdienst tätig. 1903 wurde er in Nachfolge seines verstorbenen Vaters, des Kommerzienrates Adolf Silverberg, Generaldirektor der Fortuna AG für Braunkohlebergbau und Brikettfabrikation, aus der später die Rheinische AG für Braunkohle und Brikettfabrikation (später Rheinbraun) entstand. 1926 wechselte er in den Aufsichtsrat des Unternehmens. Zudem war er ab 1926 Aufsichtsratsmitglied der Hubertus Braunkohlen-AG.
Als stellvertretender Vorsitzender des Reichsverbandes der Deutschen Industrie (RDI) (ab 1927), Vorsitzender der Vereinigungsgesellschaft Rheinischer Braunkohlenwerke (ab 1914) und Aufsichtsratsvorsitzender des Rheinischen Braunkohlesyndikats (ab 1914) war DVP-Mitglied Silverberg einer der einflussreichsten Vertreter der Montanindustrie in der Weimarer Republik. Er war Präsidialmitglied des Reichsverbandes der deutschen Industrie sowie im Vorstand des sogenannten Langnam-Vereins („Verein zur Wahrung der gemeinsamen wirtschaftlichen Interessen im Rheinland und in Westfalen“). Ebenso war er Mitglied des Verwaltungsrats der Deutschen Reichsbahn-Gesellschaft. Nach dem Ersten Weltkrieg arbeitete er mit Hugo Stinnes bis zu dessen Tod 1924 eng zusammen. Ab 1929 war er Mitglied des Provinziallandtags der Rheinprovinz.
Am 4. September 1926 hielt er eine berühmt gewordene Rede vor den Mitgliedern des RDI, in der er für einen „staatsbejahenden Standpunkt“ der Unternehmer, für Zustimmung zur Weimarer Republik und für eine Zusammenarbeit mit SPD und Gewerkschaften eintrat. Dies trug ihm herbe Kritik von Industriellen ein, die wie Fritz Thyssen, Emil Kirdorf und Albert Vögler der Republik weiterhin feindlich gegenüberstanden. Das Angebot, im Oktober 1931 als Verkehrsminister in das zweite Kabinett Brüning einzutreten, lehnte er ab.
Silverbergs Privatsekretär Otto Meynen gab seit 1928 die Deutschen Führerbriefe heraus. Das Blatt unterstützte eine Regierungsbeteiligung der NSDAP im Sinne eines Zähmungskonzepts. Es ist nicht bekannt, ob Silverberg diese Haltung teilte.
Seit Mitte 1932 soll er trotz seiner jüdischen Herkunft für eine Kanzlerschaft Adolf Hitlers eingetreten sein. Im November 1932 habe er über das Mitglied des Herrenklubs Werner von Alvensleben auch persönlich Kontakt zu diesem aufgenommen. An dieser Deutung sind jedoch erhebliche Zweifel angemeldet worden.
1932/33 war Silverberg der letzte frei gewählte Präsident der Industrie- und Handelskammer Köln. Im April 1933 konnte der Bankier Kurt Freiherr von Schröder ihn trickreich ablösen, nachdem Silverberg seine Verbands- und Vorstandsposten in Berlin verloren hatte. Nach der Gleichschaltung des Reichsverbandes der Industrie (RDI) am 1. April 1933 musste er als dessen stellvertretender Vorsitzender aus dem Verband ausscheiden.
1934 musste der protestantische Silverberg aufgrund seiner jüdischen Herkunft in die Schweiz emigrieren. Trotz Bitten Konrad Adenauers und der Verleihung der Ehrenpräsidentschaft der IHK-Köln lehnte er nach 1945 eine Rückkehr nach Deutschland ab.
Silverbergs Tochter Louise Silverberg (1905–1969) ist Gründerin und Stifterin der Biblioteca Engiadinaisa in Sils-Maria.
Auf ihn geht die „Ernst und Anna Landsberg-Erinnerungsstiftung“ zurück, die er 1951 in Chur/Schweiz begründete, zur Bewahrung des Andenkens an seine Schwester und seinen Schwager. Sie fördert in Frage kommende Studierende der Rechts- und Staatswissenschaftlichen Fakultät der Universität Bonn bei einem Studium an einer schweizerischen Universität.

## Publikationen
- Berufung, Berufungsgrund, Erhöhung und Anwachsung im Erbrecht des Bürgerlichen Gesetzbuchs. M. DuMont Schauberg, Cöln 1992, OCLC 252986631 (Dissertation Rheinische Friedrich-Wilhelms-Universität Bonn, Juristische Fakultät, 12. Mai 1902, 71 Seiten).
- mit Georg Adolf Solmssen und Christian Eckert: Wie schaffen wir dem deutschen Volke Arbeit und Brot? 3 Vorträge, gehalten in Köln am 1. März 1926 anlässlich der Generalversammlung der Vereinigung von Banken und Bankiers in Rheinland und Westfalen e. V. Walter de Gruyter, Berlin 1926, DNB 576448249.
- mit Georg Müller: Wirtschafts- und Sozialpolitik, Steuer- und Finanzpolitik. Vorträge, gehalten auf der Außerordentlichen Mitgliederversammlung des Reichsverbandes der Deutschen Industrie am 12. Dezember 1929 in Berlin (= Veröffentlichungen des Reichsverbandes der Deutschen Industrie, Nr. 50). Reichsverband der Deutschen Industrie, Berlin / Volckmar, Leipzig 1930, DNB 365001740.
- mit Gustav Cassel: Der Zusammenbruch der internationalen Geldwesen. Vortrag im Industrie-Club Düsseldorf, gehalten am 26. Oktober 1931 vom Gustav Cassel, nachfolgende Tischrede von Paul Silverberg. Industrie-Club, Düsseldorf 1931, DNB 572588038.
- mit Franz Mariaux (Hrsg.): Reden und Schriften. Kölner Universitäts-Verlag, Köln 1951, DNB 454714165.